# Alison Gold
Alison Gold (geboren am 9. Mai 2002 in Fairfax, Virginia als Allison Gorshkov) ist eine amerikanische Popsängerin und Schauspielerin. Sie ist auch unter dem Namen Allison Kove bekannt.

## Karriere
Alison Gold wurde 2002 in Fairfax, Virginia, geboren. Seit 2012 arbeitet sie mit Patrice Wilson zusammen, der bereits für seine Arbeit mit Rebecca Black und ihrem Erfolg Friday bekannt wurde. Ihre erste Single Skip Rope wurde als Teil des Musikduos Tweenchronic veröffentlicht, das aus Alison und einem anderen jungen Mädchen mit dem Namen „Stacey“ besteht. Ihre erste Single als Solokünstlerin, Chinese Food, erschien, als Alison Gold 11 Jahre alt war und wurde von Wilson geschrieben, der auch im Song rappt. Der Popsong wurde ein Erfolg und stieg im November 2013 auf Platz 29 der Billboard Hot 100 ein, bis März 2014 wurde er 14 Millionen Mal bei YouTube angesehen. Das Video zu dem Lied enthielt Sequenzen von Wilson, der in einem Pandakostüm tanzt, und Tänzerinnen, die Alison Gold in (japanischen) Geisha-Kostümen flankieren. Der Song und das Video wurden kritisiert und parodiert, weil sie die chinesische Kultur sehr stark vereinfacht und klischeehaft darstellten.
Später machte sie noch eine weitere Single mit Wilson mit dem Titel ABCDEFG, die aber nicht in den Charts erschien. Das Musikvideo zu ihrer dritten und letzten Single Shush Up zeigte Gold als Kriminelle im Gefängnis mit stark sexbetonter Kleidung, die auf dem elektrischen Stuhl hingerichtet wird. Auch dieses Musikvideo kam in die Kritik und Wilson wurde vorgeworfen, dass seine Musikvideos nahe an der Grenze zur pädophilen Zurschaustellung minderjähriger Mädchen agieren.
Seit 2011 ist sie außerdem als Filmschauspielerin tätig. Sie debütierte 2011 in der Filmproduktion Life Fine Tuned und spielte später in den Filmen Beastly und ich sowie Lovesick – Liebe an, Verstand aus mit. 2019 verkörperte sie eine der Hauptrollen im Filmdrama The Experience. 2024 hatte sie eine größere Rolle im Katastrophenfilm Continental Split inne.

## Diskografie
- 2013: Skip Rope (als Tweenchronic)
- 2013: Chinese Food
- 2013: ABCDEFG
- 2014: Shush Up

## Filmografie (Auswahl)
- 2011: Life Fine Tuned
- 2012: Beastly und ich (Monster & Me)
- 2013: Rainy Nights (Kurzfilm)
- 2014: Lovesick – Liebe an, Verstand aus (Lovesick)
- 2016: The Cheerleader (Kurzfilm)
- 2016: Rotten (Kurzfilm)
- 2019: The Experience
- 2023: After divorced, I took over the wealthy family (Miniserie, 13 Episoden)
- 2024: Continental Split